# Санта-Барбара (Чили)
Санта-Барбара (исп. Santa Bárbara) — город в Чили. Административный центр одноимённой коммуны. Население — 6838 человек (2002).   Город и коммуна входит в состав провинции Био-Био и области Био-Био.
Территория коммуны — 1254,9 км². Численность населения — 14 271 житель (2007). Плотность населения — 11,37 чел./км².

## Расположение
Город  расположен в 131 км юго-восточнее административного центра области — города Консепсьон и в 37 км юго-восточнее административного центра провинции — города Лос-Анхелес.
Коммуна граничит:
- на севере — с коммуной Кильеко
- на северо-востоке — с коммуной Антуко
- на юго-востоке — с коммуной Альто-Биобио
- на юго-западе — с коммуной Килако
- на западе — с коммуной Лос-Анхелес

## Демография
Согласно сведениям, собранным в ходе переписи Национальным институтом статистики,  население коммуны составляет 14 271 человек, из которых 7245 мужчин и 7026 женщин.
Население коммуны составляет 0,72 % от общей численности населения области Био-Био. 45,65 %  относится к сельскому населению и 54,35 % — городское население.